# بني بو حسن (بني حمليل)
بني بو حسن هو دُوَّار يقع بجماعة سيدي بوبكر، إقليم جرادة، جهة الشرق في المملكة المغربية. ينتمي الدوّار لمشيخة بني حمليل التي تضم 5 دواوير. يقدر عدد سكانه بـ 57 نسمة حسب الإحصاء الرسمي للسكان والسكنى لسنة 2004.

## روابط خارجية
- البوابة الوطنية للجماعات الترابية نسخة محفوظة 12 مارس 2018 على موقع واي باك مشين.
- المندوبية السامية للتخطيط